# Hitman Go
Hitman Go (auch Hitman GO) ist ein zugbasiertes Geduldsspiel, das von Square Enix Montreal entwickelt und von Square Enix Europe veröffentlicht wurde. Nachdem es im Februar 2014 angekündigt wurde, kam die Veröffentlichung für iOS am 17. April 2014, während es für Android am 4. Juni 2014 und die Windows- und Windows-Phone-Version im folgenden Jahr am 27. April 2015 veröffentlicht wurde. Im Februar 2016 wurde eine „Definitive Edition“ für PlayStation 4, PlayStation Vita, Linux und Windows über Steam veröffentlicht. Es ist das erste Spiel, das von Square Enix Montreal entwickelt wurde, einem Studio, das 2011 gegründet wurde. Die Entwicklung des Spiels startete 2013 mit einem Team bestehend aus 11 Mitarbeitern mit Hilfe der Unity Game Engine. Ein Nachfolger der Tomb-Raider-Serie mit dem Titel Lara Croft Go wurde im August 2015 veröffentlicht.
In Hitman Go steuert der Spieler Agent 47, den Protagonisten der Hitman-Serie, durch mehrere gitterartige Level. Die Level bestehen aus Gitterpunkten und Strecken und werden wie ein Brettspiel mit Miniaturfiguren dargestellt. Gegner können, ähnlich wie bei Schach, durch das Bewegen der eigenen Spielfigur auf ihren Knotenpunkt rausgeschmissen werden. Während der Spieler weitere Fortschritte durch die einzelnen Level erhält, werden neue Mechaniken und Gegner eingeführt, um die Komplexität und Schwierigkeit des Spiels zu erhöhen.
Nach der Ankündigung stieß Hitman Go bei Kritikern auf Skepsis. Das Spiel erhielt jedoch auch positive Resonanz mit Lob für die Kunst, die Ästhetik, die einfache Spielmechanik und die Umsetzung von Hitman auf ein mobiles Gerät. Es erhielt auch mehrere Nominierungen und Auszeichnungen von Preisorganisationen.

## Gameplay
Hitman Go ist ein zugbasiertes Geduldsspiel und Teil der Hitman-Serie. Jedes Level besteht aus einem Gitter aus Knotenpunkten und Strecken. Die Knotenpunkte sind dabei die Felder, die der Spieler oder Gegner besetzen kann, während die Strecken zur Bewegung zwischen diesen Knotenpunkten dienen. Der Spieler steuert den Protagonisten der Serie, Agent 47. Um Agent 47 zu sagen, in welche Richtung er sich bewegen soll, wischt der Spieler über den Touchscreen. In der „Definitive Edition“ auf dem PC wird das Wischen durch Drag and Drop mit der Maus ersetzt. Nachdem der Spieler seinen Zug durchgeführt hat, bewegen sich alle restlichen Spielfiguren gleichzeitig auf dem Bildschirm in eine Richtung. Jedes Level hat ein Hauptziel, beispielsweise das Erreichen eines Endknotens oder das Töten einer bestimmten Figur. Der Spieler eliminiert gegnerische Figuren, indem er sich auf ihr Feld bewegt, wobei die Gegner den Spieler auf demselben Weg ebenfalls rausschmeißen können.
Mit zunehmendem Fortschritt im Spiel werden die einzelnen Level immer schwieriger, es kommen neue Spielmechaniken und Typen von Gegner zum Einsatz. Jeder Typ Gegner hat eine eigene Farbe, die es dem Spieler ermöglichen, ein Bewegungsmuster zu erkennen. Einige Feinde bleiben stehen oder drehen sich auf einem einzelnen Knotenpunkt, während andere das Brett entlang einer bestimmten Route patrouillieren. In späteren Phasen muss der Spieler möglicherweise die auf dem Brett befindlichen Schlüssel einsammeln und Türen aufschließen, die den Zugang zum Level-Ziel blockieren. Falltüren verbinden einen Ort auf dem Brett mit einem anderen und ermöglichen es dem Spieler, sich während eines Zuges zwischen ihnen zu bewegen. Einige Knoten enthalten Pflanzen, auf denen der Spieler nicht entdeckt werden kann. Farbige Verkleidungen können gefunden und ausgerüstet werden, damit der Spieler an einem feindlichen Typ dieser Farbe vorbeigehen kann, ohne entdeckt zu werden. Es gibt Wurfobjekte, mit denen feindliche Verhaltensmuster gestört und geändert werden. Schusswaffen können auch in bestimmten Levels gefunden werden. Sie werden verwendet, um Ziele oder Hindernisse aus der Distanz abzuschießen.
Die meisten Levels haben Bonusziele wie das Sammeln einer Aktentasche oder das Beenden des Levels, ohne jemanden zu töten. Wenn der Spieler diese abschließt, wird er mit Sternen belohnt. Diese Sterne werden verwendet, um das nächste Kapitel der Level freizuschalten. Das Spiel wurde mit fünf verschiedenen Kapiteln gestartet, von denen eines von einem Level aus Hitman: Blood Money inspiriert wurde. Nach dem Start wurden zwei zusätzliche Kapitel hinzugefügt, eines basierend auf einem Level von Hitman 2: Silent Assassin. Das Spiel bietet In-App-Käufe, die Hinweise auf die Rätsel geben oder neue Kapitel sofort freischalten.

## Entwicklung und Release
Hitman Go wurde vom kanadischen Spieleentwickler Square Enix Montreal entwickelt. Es ist das erste Spiel des Studios, welches gegen Ende 2011 von den Mitarbeitern der bestehenden Square Enix Europe-Studios gegründet wurde. Bei der Gründung gab das Studio bekannt, dass ihr erstes Projekt ein neues Videospiel in der Hitman-Serie sein wird. Das ursprüngliche Ziel des Entwicklers war es, Triple-A-Konsolenspiele innerhalb der Serie zu entwickeln und auf eine Teamgröße von 150 Personen zu erweitern. Nach einem Jahr, während das Team noch expandierte, wurde das Konsolenspiel abgesagt und das Studio verlagerte seinen Fokus auf mobile Spiele. Dieser Übergang führte dazu, dass rund ein Drittel der Mitarbeiter das Entwicklungsteam verließ.
Während der Konzeptionsphase arbeiteten vier Personen an Hitman Go. Erste Prototypen wurden mit ausgedruckten Zeichen auf Papier entwickelt. Das Projekt wurde Mitte 2013 für die Produktion geplant und bekam grünes Licht. Daniel Lutz fungierte als Creative Director und die Teamgröße erreichte im weiteren Verlauf der Spielentwicklung einen Höchststand von elf Personen. Das Studio untersuchte verschiedene Engines für die Erstellung des Spiels, entschied sich jedoch frühzeitig für die Unity Game-Engine, da es eine niedrige Barriere für Beginner hatte, die wichtigsten mobilen Plattformen unterstützte und einige Mitglieder des Entwicklungsteams bereits Erfahrung mit der Erstellung von Projekten mit Hilfe von Unity hatten. Innerhalb weniger Tage wurde ein erster funktionierender Prototyp und ein Basis-Level-Editor entwickelt und nach zwei Wochen wurde die erste Version des Spiels dem Rest des Studios vorgestellt.
Bei der Entwicklung von Hitman Go berücksichtigten Lutz und sein Team einige spezielle Faktoren wie den Preis des Spiels, die Spielzeit, die Marke, das Genre, die Erwartungen des Publikums, Produktionsbeschränkungen und das Geschäftsmodell. Als Lutz über das Genre des Spiels sprach, bemerkte er, dass das Team ein endloses Laufspiel für Hitman hätte entwickeln können. Sie waren jedoch der Meinung, dass dieser Spielstil nicht mit den Werten der Serie übereinstimmte und vom Publikum nicht gut aufgenommen werden würde. Stattdessen hielten sie es für angemessener, Hitman in ein Brettspiel zu transferieren, da die Spieler Zeit zum Nachdenken und Planen hatten, bevor sie Züge ausführten. Dies entsprach der Idee, dass Hitman das „Spiel eines denkenden Mannes“ sei. Die Designer testeten ein Feature, mit der die Spieler auf Ziele warten konnten, ähnlich wie bei den Hauptspielen der Reihe. Dieses Feature wurde aus Gründen des Gameplays aus der endgültigen Version entfernt, da die Spieler jedes Ziel auf dem Brett töten konnten und die Rätsel nicht wie beabsichtigt funktionierten. Die künstlerische Inspiration für das Spiel kam von Architekturmodellen und Dioramen. Charaktere wurden in festen Positionen ohne Gliedmaßenanimationen, wie Schachfiguren, erstellt. Anstatt detaillierte Texturen zu erstellen, die zusätzlichen Speicher benötigen, haben die Entwickler Farbfelder verwendet, da die meisten Charaktere ohnehin gemeinsame Farben nutzten. Diese Methode ermöglichte es ihnen, eine Vielzahl von Farben für Charaktere zu verwenden, ohne dass viele Farben und Daten erforderlich waren. Das Team entschied sich dafür, keine Dialoge, Zwischensequenzen oder eine umfangreiche Erzählstruktur in das Spiel aufzunehmen, da viele Spiele auf dem Handy ohnehin nur in kurzen Abschnitten spielen, wobei ein Folgen der Story nur bedingt möglich wäre.
Hitman Go wurde im Februar 2014 angekündigt. Für iOS wurde es am 17. April 2014 und für Android am 4. Juni 2014 veröffentlicht. Die Microsoft Windows- und Windows Phone-Version wurden am 27. April 2015 veröffentlicht. Auf der Electronic Entertainment Expo 2015 präsentierte das Virtual Reality (VR)-Technologieunternehmen Oculus VR eine Version von Hitman Go für Samsung Gear VR. Am 5. Dezember 2015 wurde auf der PlayStation Experience Hitman Go für PlayStation 4 und PlayStation Vita mit einem Veröffentlichungsdatum für 2016 angekündigt. Diese Version wurde am 23. Februar 2016 als „Definitive Edition“ veröffentlicht, die verbesserte Grafiken und alle zusätzlichen Inhalte enthält. Diese „Definitive Edition“ wurde auch auf Linux und Windows über Steam veröffentlicht.

## Rezeption
Hitman Go erhielt laut Metacritic, einer Bewertungswebsite für Videospiele, „allgemein gute“ Bewertungen von professionellen Kritikern. Mehrere Rezensenten standen der Idee skeptisch gegenüber, dass Hitman von seinen Wurzeln in Stealth-Stil für Dritte abweicht und als mobiles Geduldsspiel Gestalt annimmt, gaben jedoch beim Spielen zu, dass es eine angenehme und kreative Einstellung zum Franchise war.
Die Visualisierung des Spiels und die Ästhetik des Brettspiels wurden weithin gelobt. Anthony John Agnello, Herausgeber von Joystiq, fand die Farbgebung und das Motiv von Hitman Go ansprechender als das Design von Hitman: Absolution. Er hob den Levelauswahlbildschirm und die Verwendung von Brettspielboxen in den Menüs als positiv hervor. Brittany Vincent, die für Destructoid schrieb, drückte auch ihre Zustimmung für die sauberen Menüs und Symbole der Benutzeroberfläche aus und war der Meinung, dass die einzelnen Levels Puppenhäusern ähnelten. Eurogamer- und IGN-Autoren verglichen das Charakter-Design mit Miniatur-Brettspielstücken. Die Einfachheit der Spielmechanik und der minimalistische Ansatz wurden vom Polygon-Rezensenten Arthur Gies gelobt. Er glaubte, dass Hitman Go Elemente der Serie mit Hilfe eines ausgeklügelten Brettspiels hervorragend einfing und zum Ausdruck brachte. Der Joystiq-Rezensent Agnello nannte Hitman Go einen beeindruckenden Debüt-Titel für Square Enix Montreal und sagte, dass der Spielstil für touchbasierte Geräte geeignet sei. Die Rezensenten lobten den Wiederholungswert und die Herausforderung beim Erreichen der zusätzlichen Bonusziele.
Ein Aspekt des Spieldesigns, der Kritik hervorrief, war, dass Limitierungen des Gittersystems dazu geführt hatten, dass keine Pfade zur Verfügung standen, um ein Level zu beenden. Während Gies auf Polygon der Meinung war, dass die Mechanismen der Ablenkung und des Mordes im Brettspiel-Setup gut interpretiert wurden, war er enttäuscht, dass einige Level nicht abgeschlossen werden konnten, ohne Wachen zu töten, die keine Ziele waren. Vincent von Destructoid teilte diese Meinung ebenfalls und war enttäuscht, dass damit ein elementarer Bestandteil der Hitman-Serie entfernt worden war. Sowohl Eurogamer- als auch IGN-Autoren waren der Meinung, dass die In-App-Käufe überteuert waren, bemerkten jedoch, dass sie leicht ignoriert werden könnten, wenn Lösungen zu einzelnen Levels im Internet geteilt werden. Bei der Überprüfung der „Definitive Edition“ betonte Phil Savage von PC Gamer, dass die PC-Version ihre mobilen Wurzeln nicht verdecken könne. Er fand, dass die Mausklick-Interaktion nicht ideal war, aber dennoch die Ästhetik und das Gameplay des Spiels unterstützte. Der GameSpot-Autor Mat Paget war bestürzt über die VR-Version von Hitman Go. Er hatte das Gefühl, dass das Spiel nicht die Immersion bot, die er von einem Virtual-Reality-Spiel erwartete. Obwohl er zugab, dass das Spiel selbst ausgezeichnet war, riet er den Lesern vom Kauf der VR-Version ab und bemerkte, dass es den Preis nicht wert sei.
Hitman Go erhielt bei den Golden Joystick Awards 2014 zwei Nominierungen – „Bestes visuelles Design“, „Bestes Handyspiel“ und 2015 wurde das Spiel bei den 11. British Academy Video Games Awards in zwei Kategorien nominiert – „Debüt-Spiel“ und „Mobile & Handheld“. GameSpot und IGN haben beide Hitman Go als Nominierten für das beste Handyspiel 2014 in ihren Jahresendlisten aufgeführt. Das Spiel erhielt außerdem zwei Auszeichnungen in den Kategorien „Bestes Spieledesign“ und „Bestes iOS-Spiel“ bei den kanadischen Videospielpreisen 2014. Bei den Auszeichnungen der National Academy of Video Game Trade Reviewers (NAVGTR) 2014 erhielt Hitman Go eine Nominierung für die Kategorie Game, Special Class.

## Nachfolger
Auf der E3 2015 kündigte Square Enix Montreal Lara Croft Go an, ein Nachfolger von Hitman Go in der Tomb-Raider-Reihe. Es wurde am 27. August 2015 veröffentlicht. Im Spiel verwendet der Spieler Touchscreen-Steuerelemente, um Lara Croft in einem Level zu bewegen, das aus Knotenpunkten und Strecken besteht. Während die Mechanik und das Design Hitman Go im Kern ähneln, wollten die Entwickler nicht, dass sich Lara Croft Go wie eine Kopie anfühlt. Daher wurde ein Schwerpunkt auf die Entdeckungs- und Gameplay-Elemente der Marke Tomb Raider gelegt. Im folgenden Jahr kündigte Square Enix Montreal einen ähnlichen Titel Deus Ex Go an, der auf der Deus-Ex-Serie basiert.